# Ludogorská plošina
Ludogorská plošina (bulharsky Лудогорско плато, Ludogorsko plato, rumunsky Podișul Deliorman) je plošina v Dolnodunajské nížině, rozkládající se jižně od Dunaje v severním Bulharsku a malou částí do Rumunska. Zasahuje do tamějších oblastí Razgrad, Silistra, Šumen, Dobrič a župy Constanța, přičemž zabírá podstatnou část historicko-geografické oblasti Ludogorie.
Hlavními sídly na náhorní plošině jsou města Isperich, Kubrat, Dulovo, Tervel, Zavet a Kaolinovo a několik desítek vesnic.

## Vymezení
Hranice náhorní plošiny nejsou přesně definovány, ale zhruba probíhají podél následujících geografických lokalit:
- na západě – plošina zasahuje do údolí řek Beli Lom (pravá zdrojnice Rusenského Lomu) a Topčijska reka (po většinu toku jen suché údolí vedoucí do Dunaje);
- na jihu – náhorní plošina pozvolna stoupá k Samuilovské výšině a od Razgradských výšin ji odděluje údolí Bílého Lomu;
- na jihovýchodě – plošina zasahuje do údolí řeky Brestaška, pravého přítoku Karamandere, z povodí řeky Sucha;
- na východě – náhorní plošina pozvolna přechází v Dobrudžskou plošinu, která je v rumunské literatuře považována za její nadřazenou jednotku;[2]
- na severu – postupně přechází v nižší kopcovitou část, která zasahuje až do Rumunska, kde ji nazývají Podișul Deliorman (plošina Deliorman), a končí v údolí Dunaje.[2]

Plošina je od západu na východ dlouhá asi 80–85 km a od severu k jihu široká 35–40 km. Nadmořská výška se pohybuje od 200 m na severu do 300 m na jihu.
Údaje o nejvyšším bodě se liší, v rumunské části pahorkatiny se nejčastěji uvádí 204 m, a pro bulharskou lze nalézt i 501 m.

## Geologie
Ludogorská plošina je vyvinuta na severním svahu severobulharského zdvihu a je proříznuta hlubokými kaňonovitými údolími řek Čajrlăk, Vojna, Caracar, Senkovec, Kanagjol, Karamandere a dalších, jejichž údolí postupně přecházejí v kaňonovité suchá území v jejich dolních tocích. Tvoří ho spodněkřídové vápence, vápnité pískovce a opuky, překryté spraší, na jihu šedé lesní půdy a na severu vyplavené černozemě a karbonátové půdy. Dlouhodobé krasové procesy vedly k vytvoření charakteristického a unikátního komplexu krasových forem – jeskyní, skalních výklenků, závrtů apod., jejichž studiem se zabývají paleontologové, speleologové a archeologové. Nacházejí se zde ložiska žáruvzdorných jílů a kaolinických pískovců.

## Klima
Podnebí je mírné kontinentální s průměrnou roční lednovou teplotou -1 °C až -2 °C a průměrná roční červencová teplota 21 – 22 °C. Průměrné roční srážky řádově 550 – 580 mm s maximem jaro–léto. Řeky jsou mělké s jarními a letními záplavami. Plošina je bohatá na hluboké podzemní vody a krasové prameny, které se využívají k zavlažování a zásobování vodou.

## Flora a ekologie
V minulosti oblast pokrývaly hluboké listnaté lesy, především dubové, habrové, lipové, které jí daly jméno „bláznivý les“ (turecky Deliorman). V současnosti lesy zabírají asi 30 % území náhorní plošiny a jsou po ní rozptýlené. Největším lesním masivem v oblasti je dubový les v rezervaci Voden, která leží západně od města Isperich.
Příznivé klimatické a půdní podmínky jsou předpokladem pro pěstování především obilovin, slunečnice, cukrovky a zeleniny.